# Hov, Vadstena kommun
Hov är kyrkbyn i Hovs socken i Vadstena kommun i Östergötlands län.
I orten ligger Hovs kyrka.